# Союз МС-03
«Союз МС-03» — політ до міжнародної космічної станції, під час якого було доставлено трьох учасників експедиції МКС-50/ 51. Це 130-й пілотований політ корабля «Союз», перший політ якого відбувся в 1967. Запуск космічного апарата відбувся 17 листопада 2016 року, посадка — 2 червня 2017 року.

## Екіпаж
- ФКА: Олег Новицький (2) — командир екіпажу[3];
- ЕКА: Тома Песке (1) — бортінженер № 1;
- NASA: Пеггі Вітсон (3) — бортінженер № 2.

## Дублери
- ФКА: Федір Юрчихін (5) — командир екіпажу;
- NASA: Джек Фішер (1) — бортінженер № 1;
- ЕКА: Паоло Несполі (3) — бортінженер № 2.

## Запуск і політ
Запуск відбувся з космодрому Байконур 17 листопада 2016 року о 20:20 (UTC). Стикування з МКС було здійснено через дві доби після запуску — 19 листопада о 21:58 (UTC). Союз пристикувався до модуля «Рассвєт» МКС та космонавти невдовзі перейши на борт станції.
2 червня 2017 року корабель з двома членами екіпажу на борту — О. Новицьким і Т. Песке — відстикувався від МКС та за декілька годин успішно приземлився у степу Казахстана

## Галерея

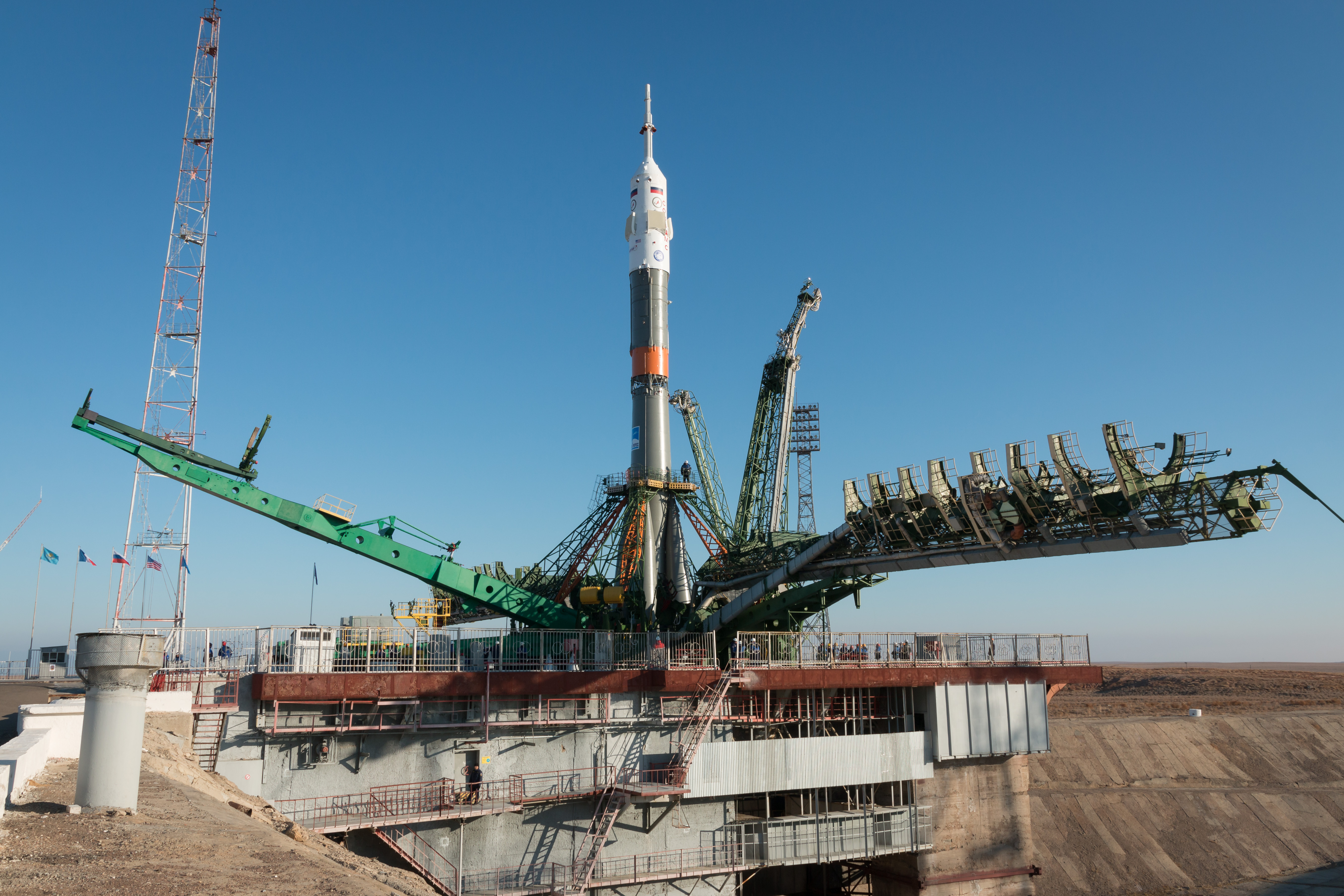
На стартовому майданчику
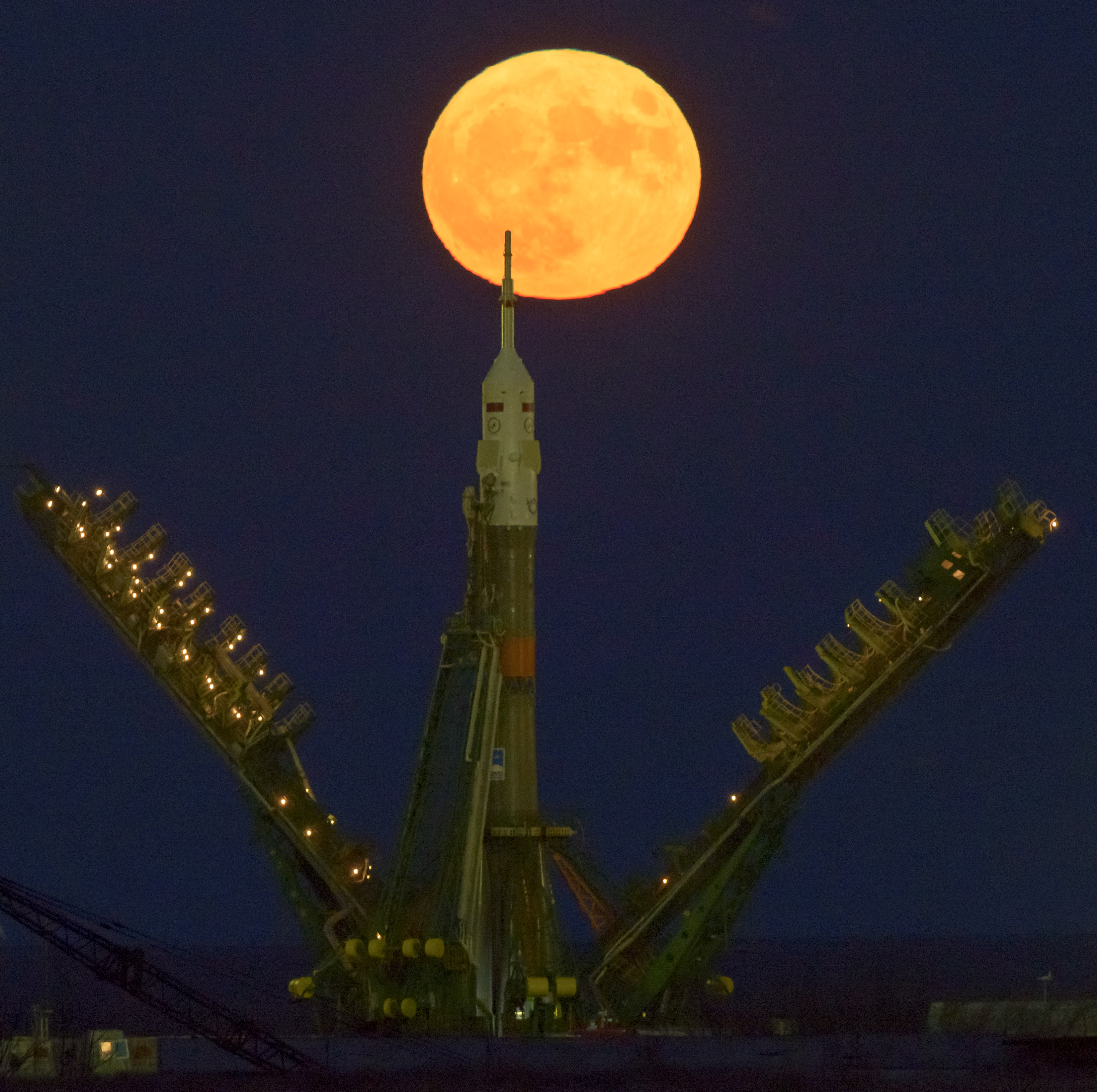
На фоні суперлуння
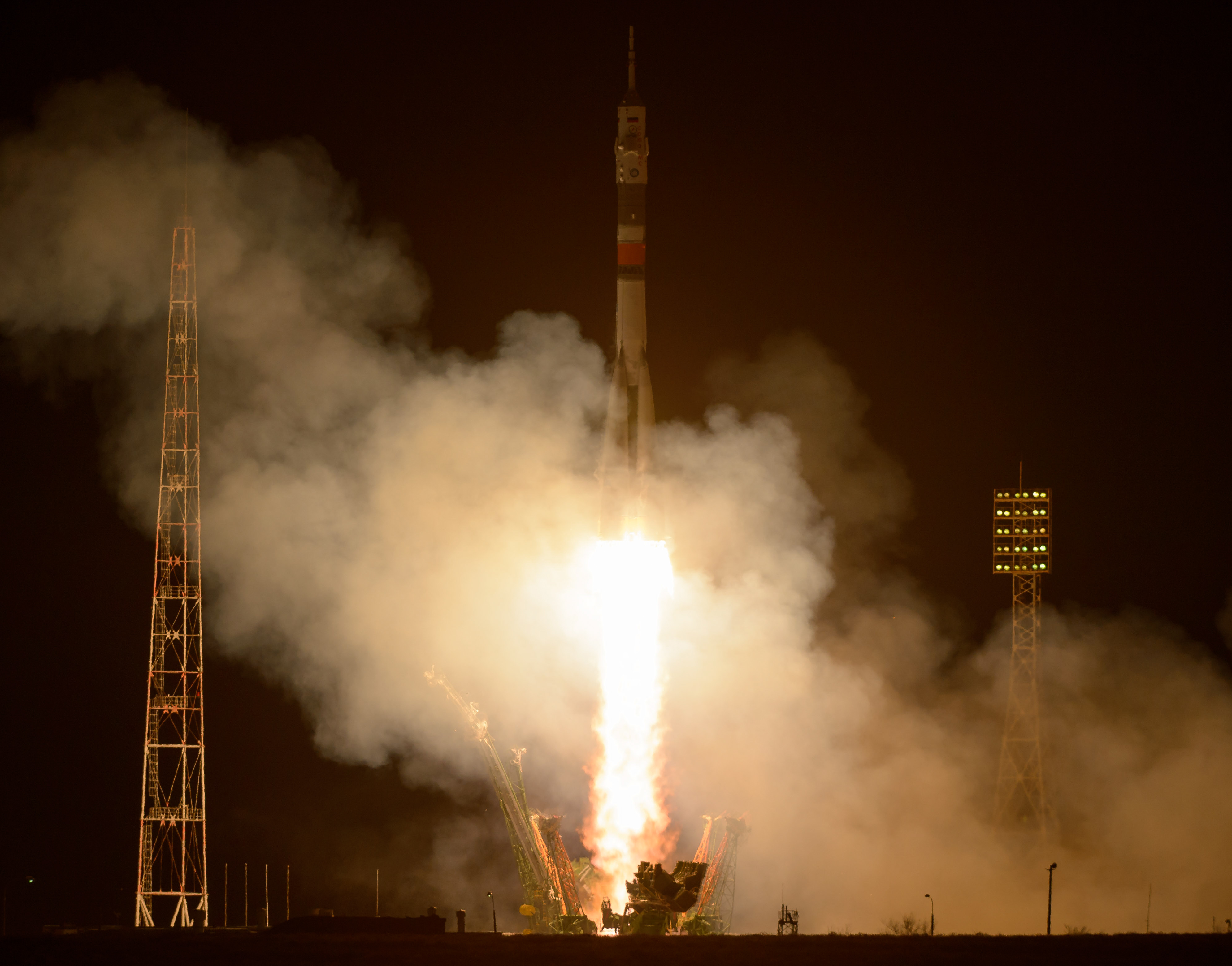
Запуск корабля
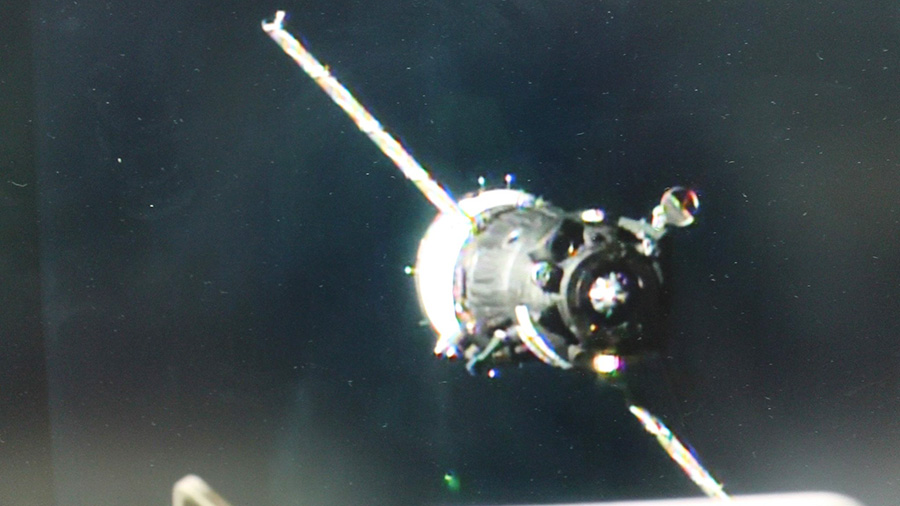
Союз МС-03 перед стикуванням з МКС, 19.11.2016
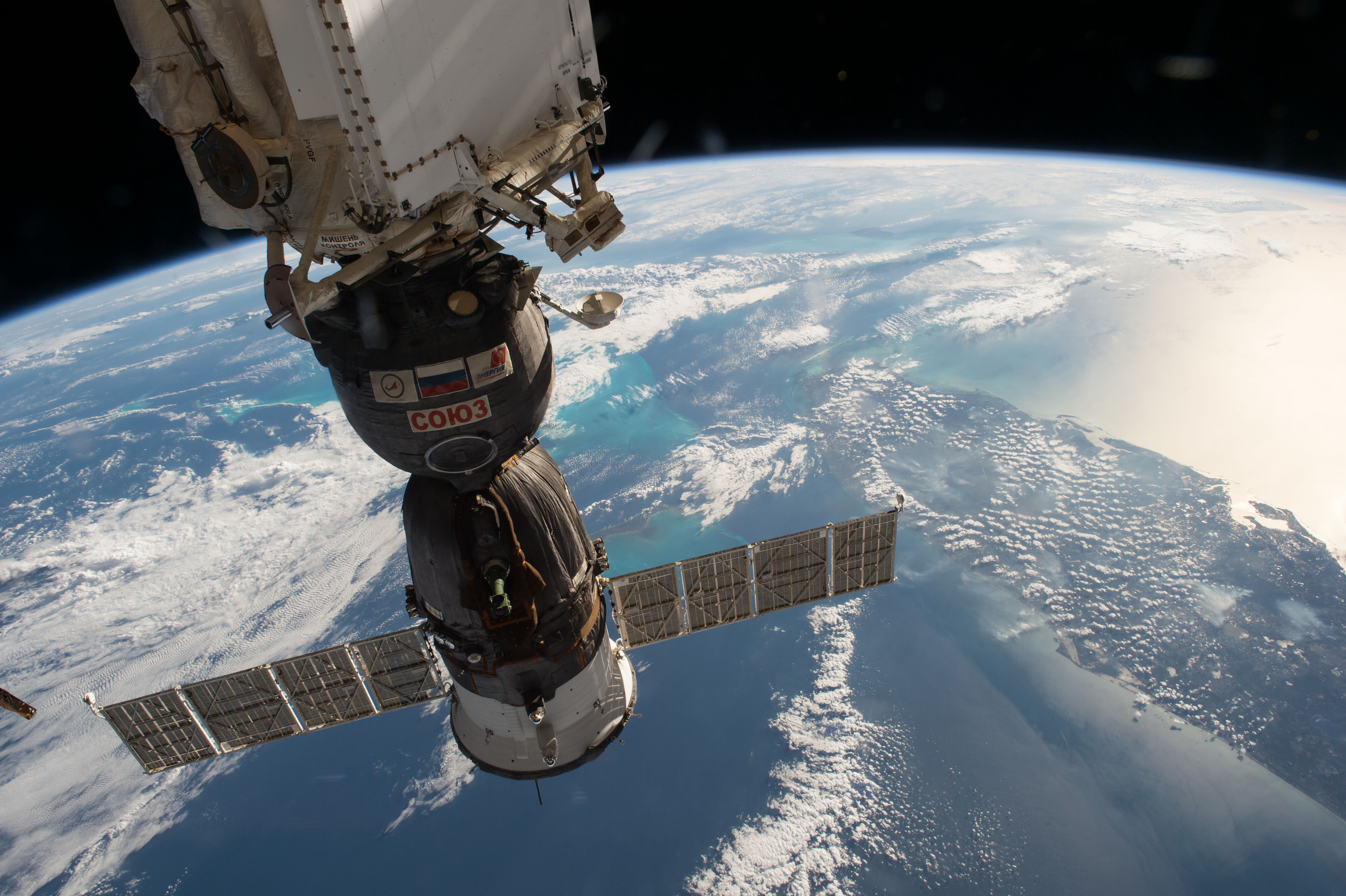
Союз МС-03 пристикований до МКС, 3.02.2017